# 십사면체

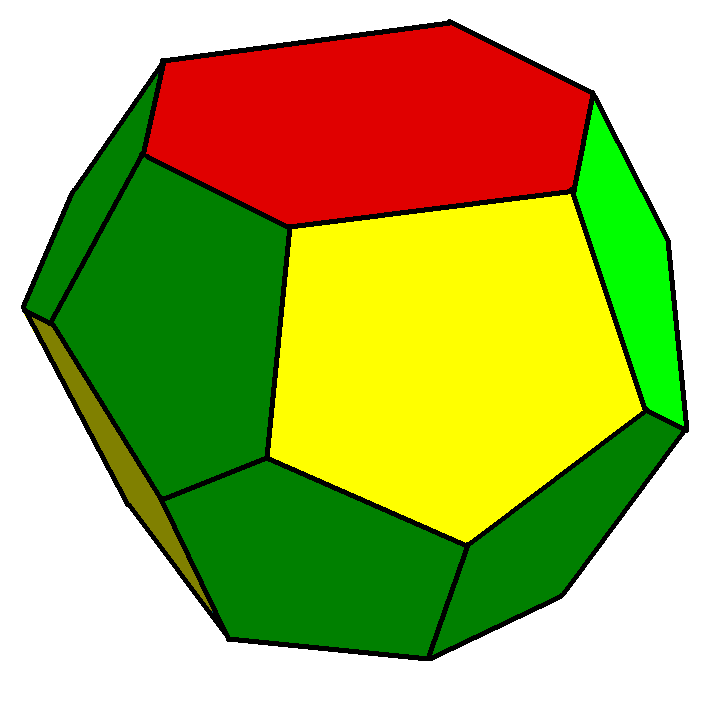
공간을 채운 십사면체.

십사면체(十四面體)는 면이 14개인 다면체를 말한다. 대표적으로는 육팔면체와 깎은 정육면체와 깎은 정팔면체 (또는 깎은 엇삼각기둥이라고도 한다) 그리고 마름모 삼육각형 타일링 즉 360° 평면인 육각지붕이 있다. 그 외에도 십이각기둥과 십이각뿔대, 십삼각뿔, 엇육각기둥 등이 있다.